# Liban aux Jeux olympiques d'hiver de 1992
Le Liban participe aux Jeux olympiques d'hiver de 1992 à Albertville.

## Athlètes engagés
Le Liban est représenté durant ces Jeux par quatre skieurs alpins.